# Whataya Want from Me
Whataya Want from Me – pop-rockowa ballada amerykańskiego piosenkarza Adama Lamberta, którą wydano jako drugi singiel z debiutanckiego albumu For Your Entertainment (2009). Utwór został napisany przez Pink, Maxa Martina oraz Shellback, i nagrany przez Pink na jej piątą studyjną płytę Funhouse, ale ostatecznie nie znalazł się na tym krążku. Utwór ten w 2011 został nominowany do nagrody Grammy w kategorii Best Male Pop Vocal Performance

## Teledysk
20 grudnia 2009 ukończono nagrywanie teledysku, który został wyreżyserowany przez Diane Martel. Jego premiera odbyła się 15 stycznia 2010 na kanale VH1.

## Certyfikaty i sprzedaż
Od 11 czerwca 2010 singel został sprzedany w ponad 1.327.000 egzemplarzach w Stanach Zjednoczonych, oraz uzyskał status podwójnej platyny w Kanadzie, platyny w Australii i złota w Nowej Zelandii.
| Kraj          | Certyfikat |
| ------------- | ---------- |
| Kanada        | 2× platyna |
| Nowa Zelandia | Złoto      |
| Australia     | Platyna    |

## Lista utworów
Digital download (tylko Australia)
1. "Whataya Want from Me" – 3:47
2. "Whataya Want from Me" (Fonzerelli's Electro House Club Remix) – 5:52

Remixes – (Remixes Album)
- "Whataya Want from Me" (Brad Walsh's A-Vivir Mix) – 4:31
- "Whataya Want from Me" (Fonzerelli's Electro House Club Remix) – 5:52
- "Whataya Want from Me" (Jason Nevins Electrotek Extended Mix) – 6:22

## Listy przebojów
| Lista (2010)                                 | Najwyższa pozycja |
| -------------------------------------------- | ----------------- |
| Australian Singles Chart                     | 4                 |
| Austrian Singles Chart                       | 4                 |
| Belgia Tip Chart (Flandria)                  | 2                 |
| Bułgaria Top 40                              | 6                 |
| Canadian Hot 100                             | 3                 |
| Czechy Top 100                               | 6                 |
| Dania                                        | 12                |
| Holandia                                     | 7                 |
| European Hot 100                             | 21                |
| Finlandia                                    | 2                 |
| German Singles Chart                         | 5                 |
| Hungarian Airplay Chart                      | 8                 |
| Nowa Zelandia                                | 4                 |
| Norwegia Singles Top 20                      | 18                |
| Polish Airplay Chart                         | 1                 |
| Rosja Top Hits                               | 10                |
| Słowenia Top 20                              | 1                 |
| Swedish Singles Chart                        | 8                 |
| Szwajcaria Singles Top 75                    | 6                 |
| RPA Airplay Charts                           | 1                 |
| Ukraina Top 40 Music Chart                   | 8                 |
| U.S. Billboard Hot 100                       | 10                |
| U.S. Billboard Mainstream Top 40             | 12                |
| U.S. Billboard Hot Adult Top 40 Tracks       | 2                 |
| U.S. Billboard Hot Adult Contemporary Tracks | 10                |
| Notowania w Polsce                           |                   |
| Radio Zet – Liga Hitów                       | 1                 |
| RMF FM – Poplista                            | 1                 |
| MTV Polska – Maxxx Hits                      | 1                 |
| Radio Bielsko                                | 1                 |
| Radio Eska – Gorąca 20                       | 1                 |
| RMF Maxxx – Hop Bęc                          | 1                 |

## Historia wydania
| Kraj              | Data              | Wersja             |
| ----------------- | ----------------- | ------------------ |
| Stany Zjednoczone | 20 listopada 2009 | digital download   |
| Kanada            | 20 listopada 2009 | digital download   |
| Stany Zjednoczone | styczeń 2010      | Mainstream Airplay |
| Francja           | 9 kwietnia 2010   | digital download   |
| Niemcy            | 9 kwietnia 2010   | digital download   |
| Australia         | 12 kwietnia 2010  | digital download   |
| Włochy            | 12 kwietnia 2010  | digital download   |
| Holandia          | 12 kwietnia 2010  | digital download   |
| Finlandia         | 12 kwietnia 2010  | digital download   |
| Nowa Zelandia     | 12 kwietnia 2010  | digital download   |
| Szwecja           | 12 kwietnia 2010  | digital download   |
| Niemcy            | 30 kwietnia 2010  | CD Single          |
| Australia         | 3 maja 2010       | CD Single          |
| Wielka Brytania   | 19 lipca 2010     |                    |